# Menjamel imitador
El menjamel imitador (Microptilotis analogus) és un ocell de la família dels melifàgids (Meliphagidae).

## Hàbitat i distribució
Habita els boscos de Waigeo, Batanta i Misool (illes Raja Ampat), Nova Guinea, i Yapen.